# God's Inn by the Sea
God's Inn by the Sea è un cortometraggio muto del 1911 diretto da R.F. Baker e prodotto dalla Essanay di Chicago.

## Trama
In un'isola, il commodoro riconosce da un tatuaggio la figlia perduta anni prima in un naufragio.

## Produzione
Il film fu prodotto dalla Essanay Film Manufacturing Company.

## Distribuzione
Distribuito dalla General Film Company, il film - un cortometraggio di una bobina - uscì nelle sale cinematografiche USA il 31 luglio 1911 dopo essere stato presentato in Argentina il 21 luglio 1911. Nelle proiezioni, veniva programmato con il sistema dello split reel, accorpato in un'unica bobina con un altro cortometraggio prodotto dall'Essanay, Her Dad the Constable.
Il film viene citato in Moving Picture World del 22 luglio 1911.